# Coleonyx switaki
Coleonyx switaki är en ödleart som beskrevs av  Murphy 1974. Coleonyx switaki ingår i släktet Coleonyx och familjen geckoödlor. IUCN kategoriserar arten globalt som livskraftig.

## Underarter
Arten delas in i följande underarter:
- C. s. switaki
- C. s. gypsicolus